# Kōzō Okamoto
Kōzō Okamoto (岡本 公三 Okamoto Kōzō,  sinh ở Kumamoto, Nhật Bản, vào ngày 7 tháng 12 năm 1947) là chiến sĩ Nhật Bản và là thành viên của Hồng quân Nhật Bản (JRA).
Okamoto là một sinh viên thực vật học 24 tuổi trong một gia đình trung lưu khi anh ta được tuyển dụng vào Hồng quân Nhật Bản. Sau đó anh bị giam ở Lebanon. Trong thời gian ở Lebanon, Okamoto đã chuyển sang đạo Hồi. Anh ta bị chính phủ Nhật Bản truy nã vì các hoạt động của anh ta với Hồng quân và bị Israel cầm tù vì liên quan đến vụ vụ thảm sát sân bay Lod.